# Gian Lorenzo Bernini

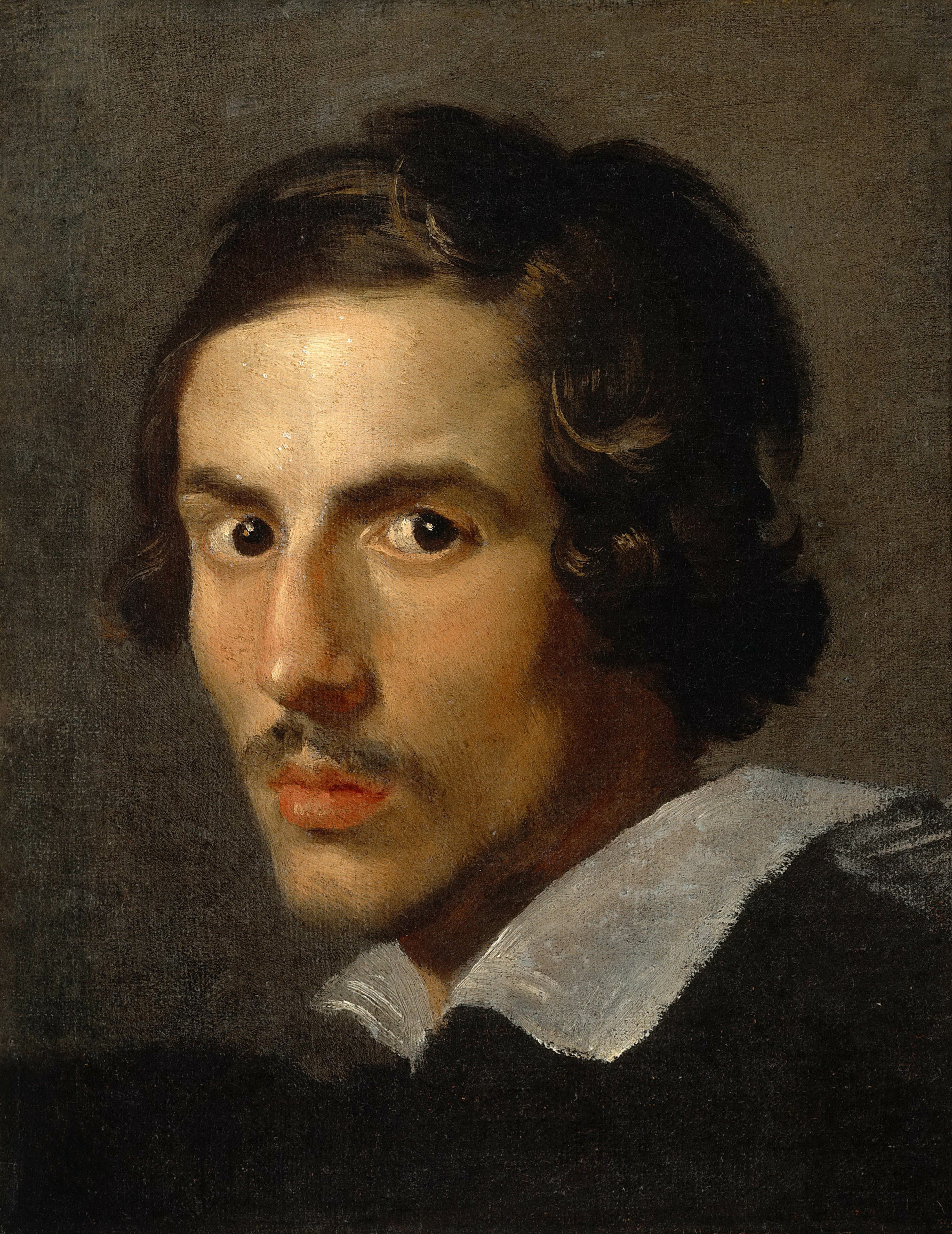
Selbstporträt von Bernini (1623)

Gian Lorenzo Bernini, auch Giovanni Lorenzo Bernini (* 7. Dezember 1598 in Neapel; † 28. November 1680 in Rom), war einer der bedeutendsten italienischen Bildhauer. Er arbeitete gemeinsam mit Architekten und schuf auch selbst Bauwerke, ohne den Beruf des Architekten erlernt zu haben. Gelegentlich betätigte er sich auch als Maler.

## Leben und Werk
Ausgebildet wurde er in der Bildhauerwerkstatt seines Vaters Pietro Bernini (1562–1629). Dieser kam 1606 mit dem Sohn nach Rom, um in der Cappella Paolina in Santa Maria Maggiore für Papst Paul V. Borghese zu arbeiten.

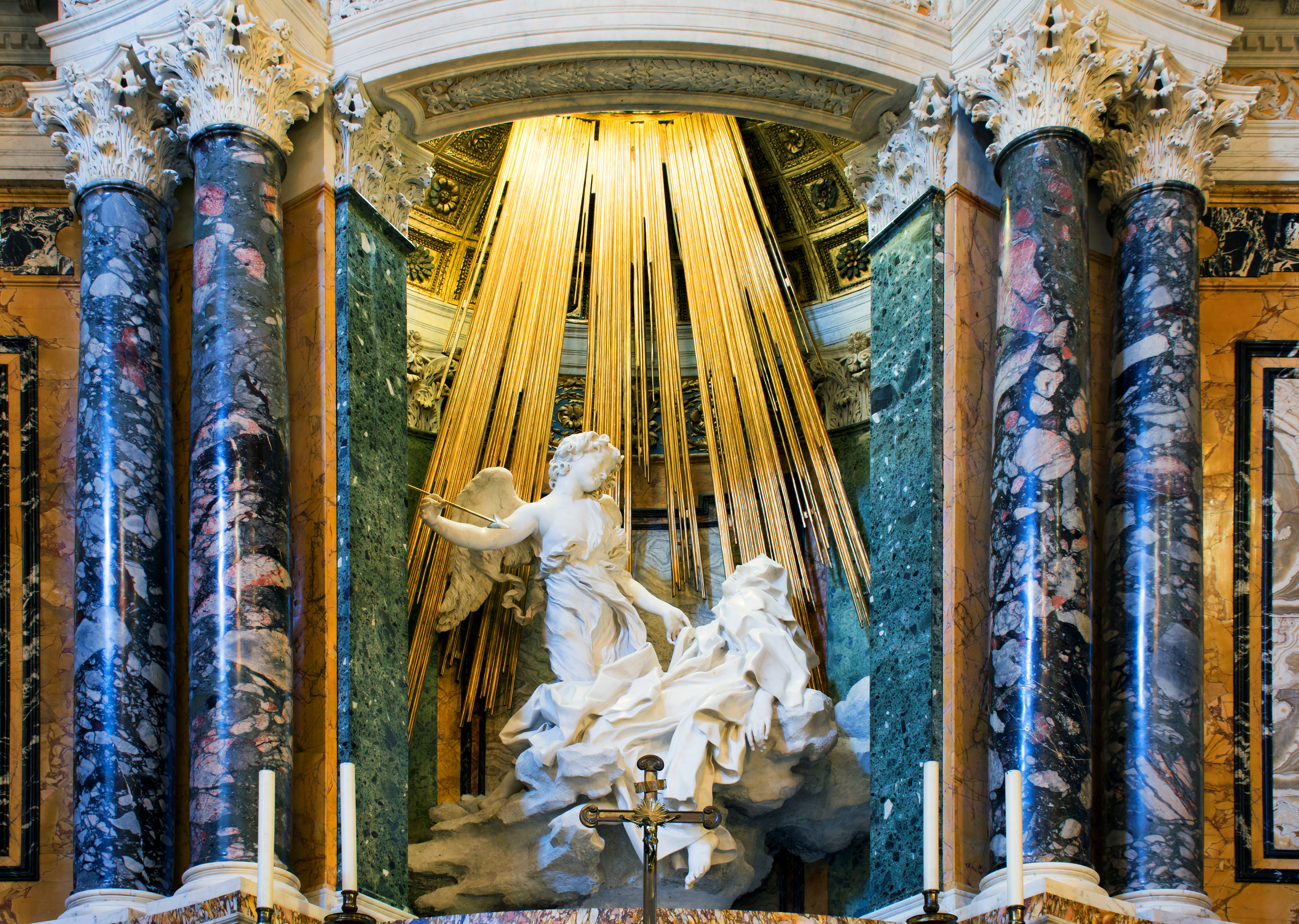
Verzückung der Heiligen Theresa

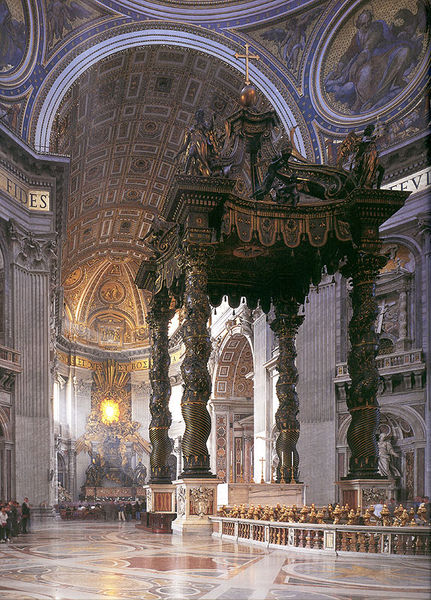
Baldachin den Papstaltars im Petersdom

Zwischen 1618 und 1625 schuf Bernini für den Kardinalnepoten Scipione Borghese die berühmten mythologischen Skulpturengruppen: Äneas und Anchises, Raub der Proserpina 1621/22, Apollo und Daphne und David. Sie fallen durch ihre außergewöhnliche Dynamik, Bewegungsrichtung, dramatische Licht-Schatten-Effekte und erregte Gebärden auf. Heute sind diese Werke in der Galleria Borghese in Rom zu sehen.
Sein wichtigster Förderer, Papst Urban VIII., betraute den jungen Bernini mit dem Bau des Baldachins (Ziboriums) über dem Petrusgrab und Papstaltar im Petersdom, den Bernini mit der Hilfe Borrominis aus der Bronzeverkleidung des Gebälks der Vorhalle des Pantheon anfertigte (1624–1633).
Bemerkenswert an seinen architektonischen Arbeiten ist die Mischung aus Skulptur und Architektur, die auch in der Verzückung der Heiligen Theresa (1646–1652), in der Cathedra Petri (1656–1666) oder in der von ihm errichteten Kirche Sant’Andrea al Quirinale (1658–1670) zu beobachten ist. Bernini vollendete 1629 den Palazzo Barberini, schuf unter anderem die Kolonnaden am Petersplatz (1656–1667 unter Alexander VII.) und errichtete den Vierströmebrunnen auf der Piazza Navona (1647–1651 unter Innozenz X.).
Bernini arbeitete im Laufe seines Lebens für acht Päpste und verließ Rom nicht – bis auf eine Ausnahme: Der „Sonnenkönig“ Ludwig XIV. rief ihn, um Pläne für den Neubau des Louvre (1665) in Paris auszuarbeiten. Wenngleich sie nie ausgeführt wurden, hatten sie dennoch nachhaltigen Einfluss auf die europäische Profanbaukunst. Berninis großzügiger und dem klassizistischen Barock zuzurechnender Stil blieb allerdings nicht ohne Kritik. So warf ihm Borromini vor, in unorigineller Weise die stilistischen Errungenschaften Michelangelos zu kopieren.
Begraben ist Bernini in einem schlichten Grab in der Kirche Santa Maria Maggiore in Rom.

## Kunsthistorische Einordnung
Bernini hatte maßgeblichen Einfluss auf die Entwicklung der barocken Skulptur und Architektur in Rom.
Bernini zeichnet sich im Gegensatz zu seinem Konkurrenten Borromini – ebenfalls ein einflussreicher Architekt der Zeit – durch übersichtliche Fassadengestaltung, stärkere Orientierung an den Formen der Renaissance und die Verbindung von Architektur und Skulptur aus.
In seiner Tätigkeit als Bildhauer folgte auf eine kurze realistische Phase (lebensnahe Porträtbüsten, beispielsweise Kardinal Scipione Borghese) eine idealistische Phase, in der neben der Bildnistreue auch die Erhabenheit in der Darstellung eine große Rolle spielt (Beispiel: Franz von Este (1650)). Ab diesem Zeitpunkt ist für ihn ein idealistischer, aber sehr dynamischer Stil typisch.
Neben Bernini gilt Alessandro Algardi (1598–1654) als Bildhauer und Baumeister als Hauptmeister der römischen Barockskulptur. Zu den bekannten Schülern Berninis gehörten Ercole Ferrata, Antonio Raggi, Domenico Guidi, Giovanni Francesco Romanelli und Cosimo Fancelli.

## Kunstpatronage Papst Urbans VIII. und der nachfolgenden Päpste
Die Kunstpatronage zwischen Papst Urban VIII. und Gian Lorenzo Bernini ist wohl eine der fruchtbarsten in der Frühen Neuzeit. Im 17. Jahrhundert kam es zu einem Niedergang vieler Kleinstaaten Italiens, dadurch änderten sich auch die Strukturen der Patronage. Viele Künstler strebten nach Rom, die Päpste und ihre Neffen waren neben einflussreichen und vermögenden Adligen die wichtigsten Auftraggeber. Als Kardinal Maffeo Barberini 1623 zum Papst gewählt wurde, war der Vatikan sehr reich. Er wandte große Summen auf, damit sich die Kunstschaffenden frei entfalten konnten. Seine Funktion als Oberhaupt der katholischen Kirche, Patriarch einer ambitionierten Familie und absoluter Herrscher des Kirchenstaates verstärkten die Bedeutung seiner Kunstförderung. Die Kunstpatronage von Papst Urban VIII. und seiner Nepoten prägt bis heute das Stadtbild Roms. Bernini lernte ihn noch als Kardinal kennen. Der Prälat erkannte das Talent des jungen Künstlers und gab ihm einen ersten Auftrag. Der Kardinal hatte noch nicht genügend Einfluss, um Bernini den Ruf eines großen Künstlers einzubringen. Als er zum Papst gewählt worden war, sicherte er Bernini Ansehen und Prestige in Rom und ganz Europa. Er achtete darauf, ihn an sich zu binden, um von seinem Ruhm zu profitieren. Ein großer Auftrag brachte nicht nur dem Künstler, sondern auch dessen Patron viel Ehre ein. So schuf Bernini fast nur Werke für die Familie Barberini. Um einen Auftrag als Außenstehender an Bernini geben zu dürfen, bedurfte es einer Genehmigung des Papstes, die nur im Austausch mit nützlichen Gegenleistungen erteilt wurde. Auch Bernini selbst achtete darauf, dass ihm niemand den Platz als erster Künstler im Staat streitig machte, insbesondere Borromini. Andere Künstler konnten nur bekannt werden, wenn sie von ihm unterstützt wurden. Die Beziehung zwischen Urban VIII. und Bernini gründete sich auf gegenseitiger Hochachtung und Vertrauen. Nach dem Tod Urbans VIII. arbeitete Bernini für Innozenz X., Alexander VII., Clemens IX. und Clemens X. und förderte weiterhin junge Künstler.

## Werke

### Skulptur
Rom

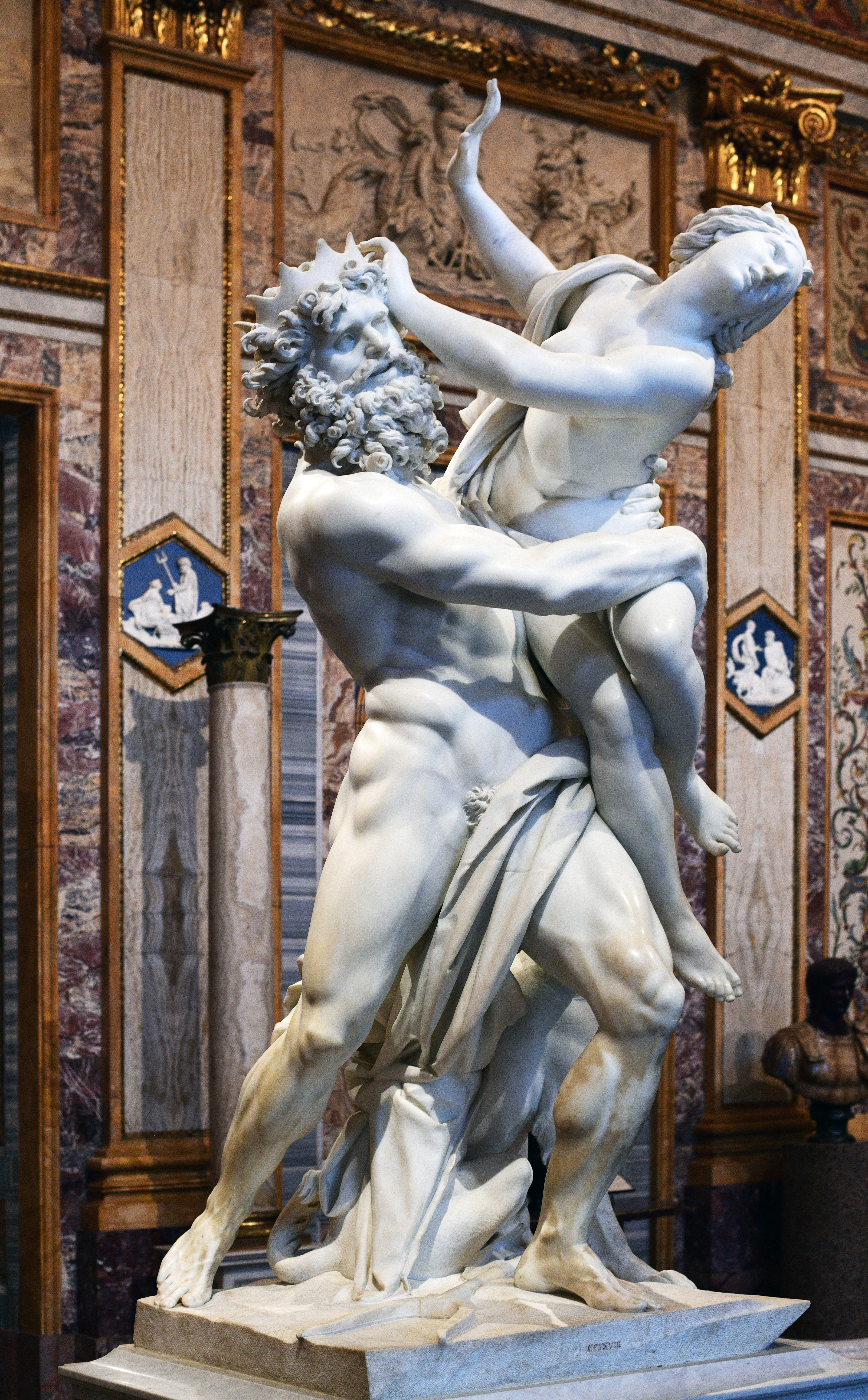
Raub der Proserpina (1621–1622)

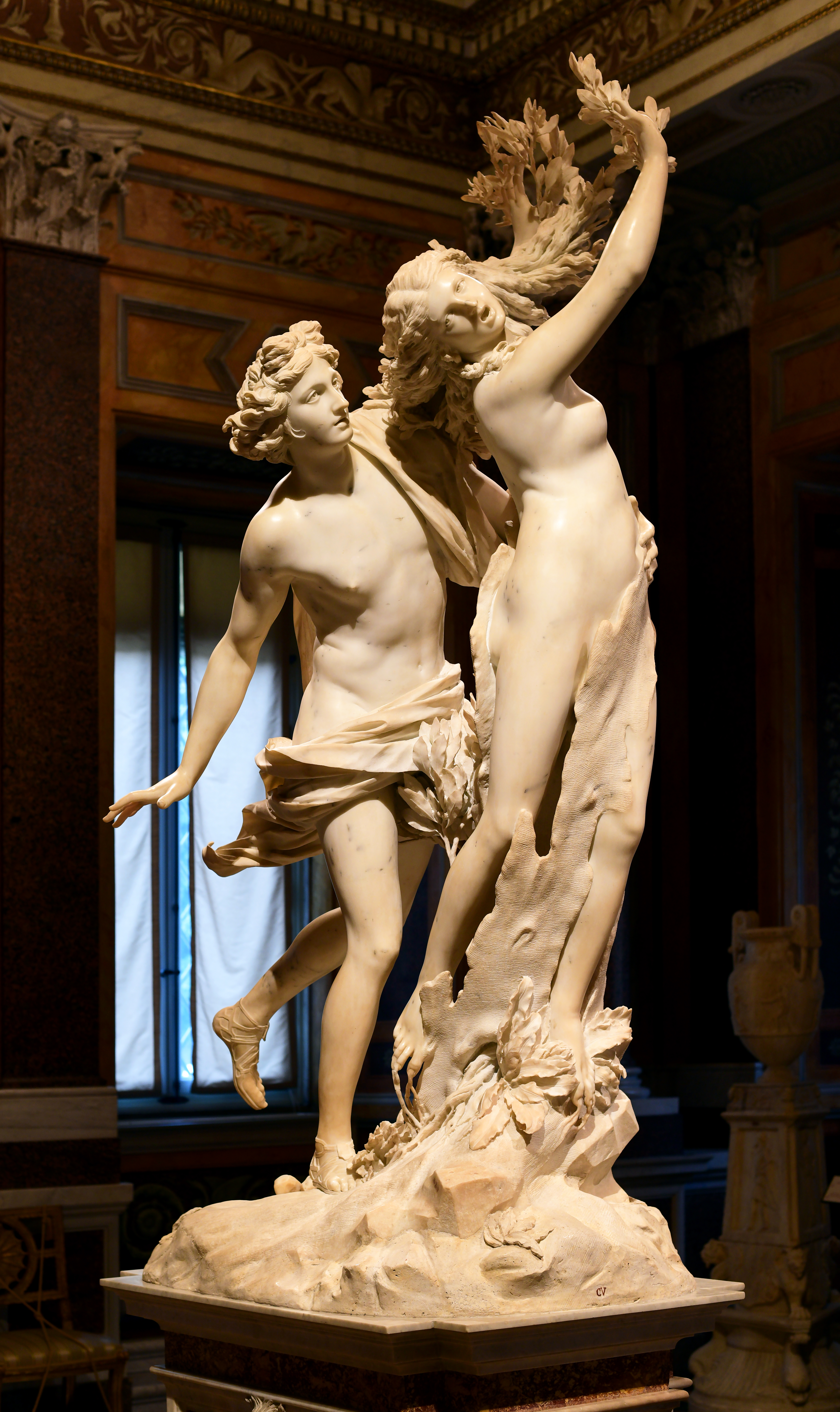
Apollo und Daphne (1622–1625)

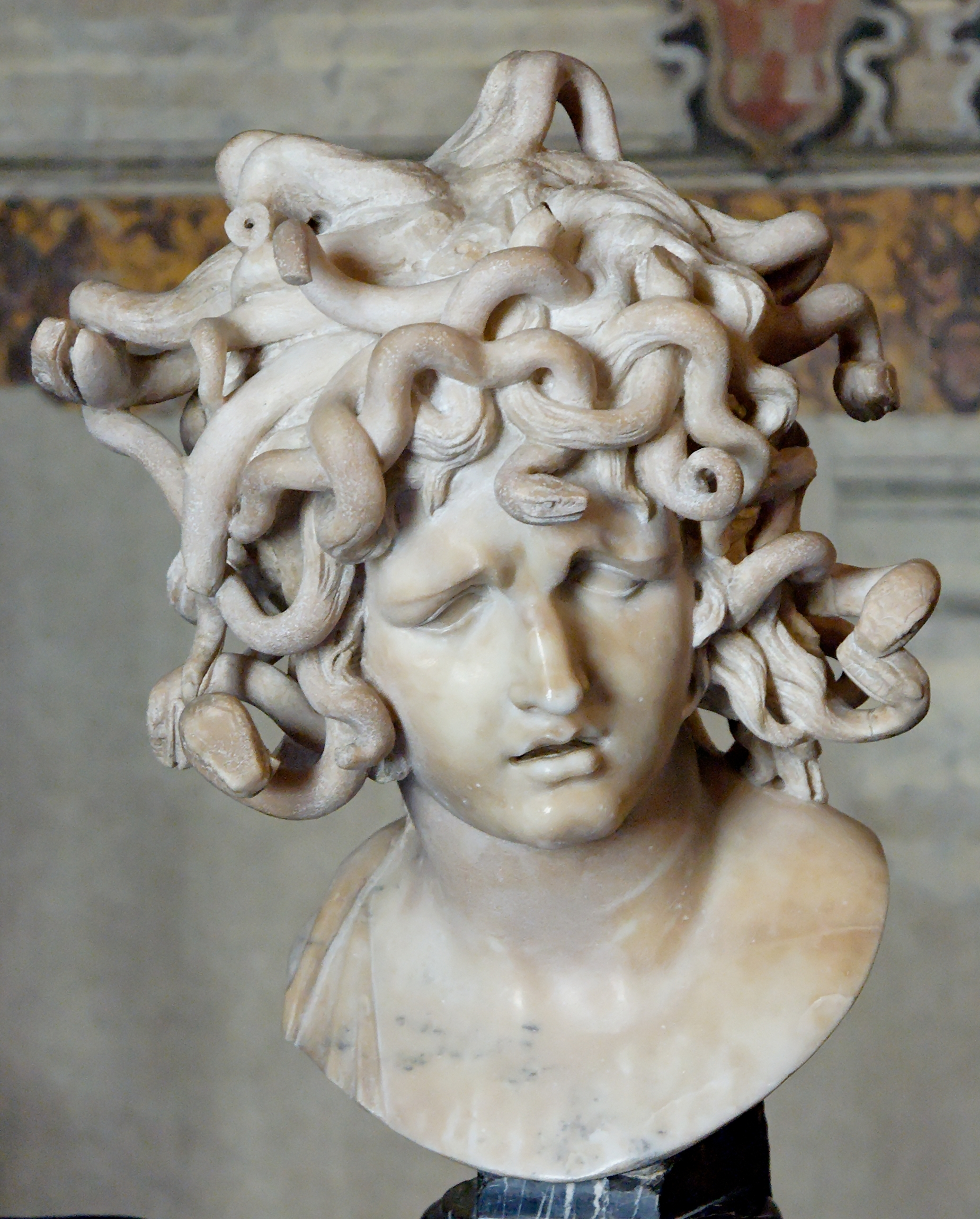
Büste der Medusa

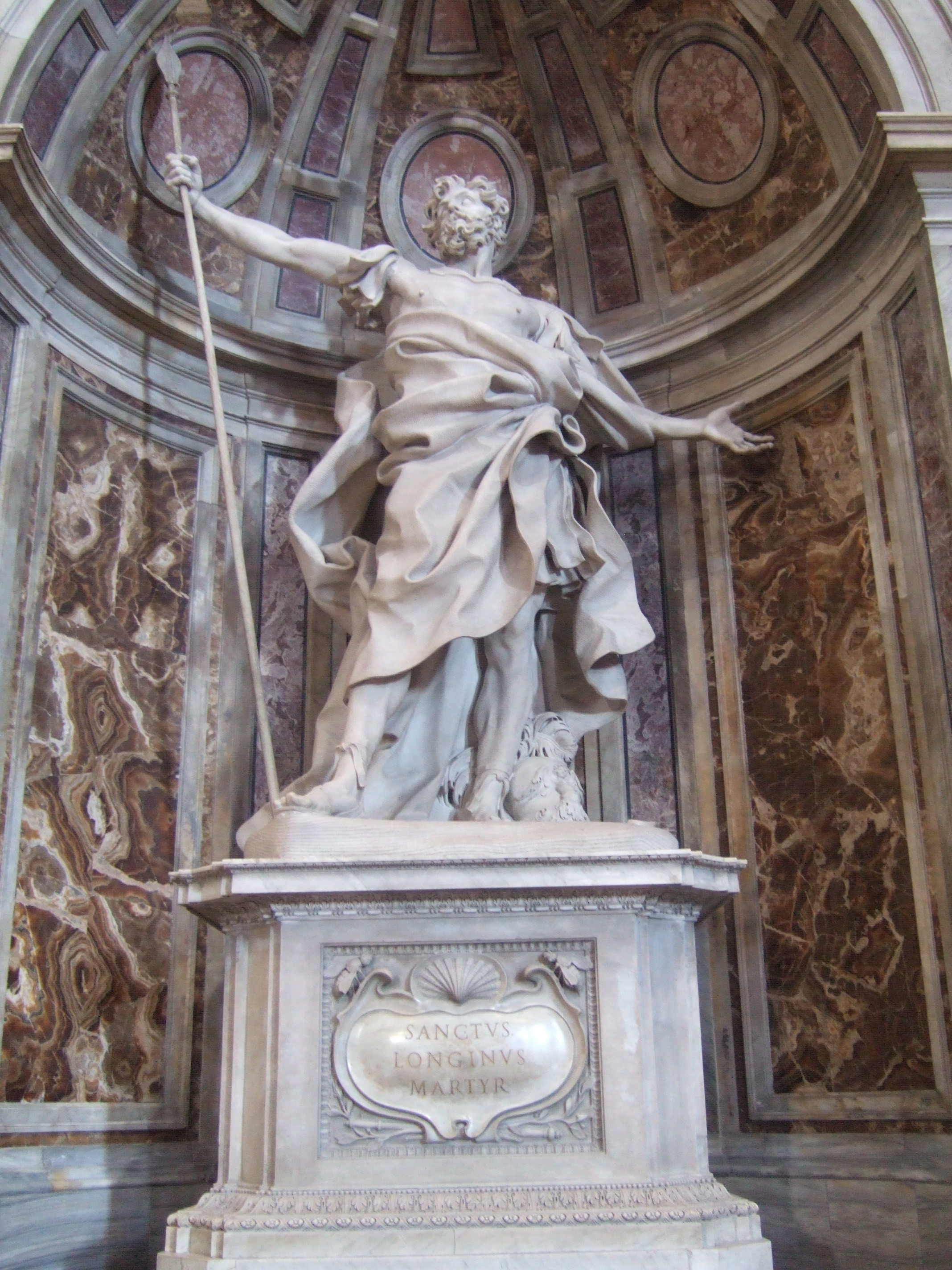
Hl. Longinus, Petersdom

- Büste Antonio Coppolas, Musei di San Giovanni dei Fiorentini, Rom (1612)
- Die Ziege Amalthea mit Jupiter und Faun, Galleria Borghese, Rom (ca. 1615)
- Büste Pauls V., Galleria Borghese, Rom (ca. 1617)
- Aeneas, Anchises und Ascanius auf der Flucht aus Troja, Galleria Borghese, Rom (1618–1619)
- Verdammte Seele, Palazzo dell’Ambasciata di Spagna, Rom (1619)
- Büste Pauls V., Getty Museum, Los Angeles (1621)
- Raub der Proserpina, Galleria Borghese, Rom (1621–1622)
- Apollo und Daphne, Galleria Borghese, Rom (1622–1625)
- David, Galleria Borghese, Rom (1623–1624)
- Hl. Bibiana, Kirche Santa Bibiana, Rom (1624–1626)
- Hl. Longinus, Vierungspfeiler im Petersdom, Rom (1628–1638)
- Grabmal für Papst Urban VIII., Petersdom (1627–1647)
- Zwei Büsten des Kardinals Scipione Borghese (1632)
- Die Wahrheit, Galleria Borghese, Rom (1646–1652)
- Der Vierströmebrunnen auf der Piazza Navona in Rom. Die Figur des Rio della Plata wurde von Francesco Baratta ausgeführt
- Denkmal für Sr. Maria Raggi, Santa Maria sopra Minerva, Rom (ca. 1647)
- Cappella Cornaro mit der Verzückung der Heiligen Theresa, S. Maria della Vittoria, Rom (1647–1651)
- Zwei Büsten Innozenz’ X. (1649–ca. 1650)
- Haupt der Medusa, Musei Capitolini, Rom
- Reiterstatue Kaiser Konstantins, Scala Regia, Rom (1654–1670)
- Habakuk und der Engel sowie Daniel in der Löwengrube, Chigi-Kapelle, S. Maria del Popolo, Rom (1655–1661)
- Cathedra Petri (Hochaltar), Petersdom (1656–1666)
- Elefant mit Obelisk, ausgeführt von Ercole Ferrata, Piazza della Minerva, Rom (1665–1667)
- Engel mit Dornenkrone und Engel mit Kreuzesinschrift, Sant’Andrea delle Fratte, Rom (1668–1669)
- Büste Gabriele Fonsecas, Fonseca-Kapelle in S. Lorenzo in Lucina, Rom (1668–1672)
- Grabmal für Papst Alexander VII., Petersdom, Rom (1671–1678)
- Sakramentsaltar, Petersdom, Rom (1672–1674)
- Beata Lodovica Albertoni, San Francesco a Ripa, Rom (1673–1674)
- Büste des Monsignor Pedro Montoya, Kirche Santa Maria di Monserrato, Rom
- Salvator Mundi, Basilika San Sebastiano fuori le mura (1678–1679)

Florenz
- Der Hl. Laurentius auf dem Rost, Uffizien, Florenz (ca. 1614)
- Büste der Costanza Bonarelli, Bargello, Florenz (1636–circa 1638)

Modena
- Büste Francesco I. d’Este, Galleria Estense, Modena (1650–1651)

Siena
- Büste Alexanders VII., Palazzo Chigi Zondadari, Siena (1657)
- Hl. Hieronymus und Maria Magdalena, Chigi-Kapelle, Kathedrale von Siena (1661–1663)

Madrid
- Hl. Sebastian, Museo Thyssen-Bornemisza, Madrid (1617)
- Gekreuzigter Christus, El Escorial, Kloster des Hl. Laurentius (1655)

London
- Neptun und Triton, Victoria and Albert Museum, London (1620–1622)
- Thomas Baker, Victoria and Albert Museum, London (1638)

Paris
- Schlafender Hermaphrodit, Louvre, Paris (1620)
- Büste des Kardinals Richelieu, Louvre, Paris (1641)

Versailles
- Büste Ludwigs XIV., Musée National du Château, Versailles (1665)
- Reiterstatue Ludwigs XIV., Musée National du Château, Versailles, (1670–1677)

New York
- Faun mit Cupiden, Metropolitan Museum, New York (1619)
- Kind mit Drachen, Getty Museum, Los Angeles (1619)
- Büste eines unbekannten Edelmanns, Salander-O’Reilley Galleries, New York

### Architektur
- Hochaltar-Baldachin, Petersdom (1624–1635)
- Tritonenbrunnen, Piazza Barberini, Rom (1642–1643)
- Bienen-Brunnen, Piazza Barberini, Rom (1644)
- Vierströmebrunnen, Piazza Navona, Rom (1648–1651)
- Palazzo Montecitorio, Rom (1653)
- Sant’Andrea al Quirinale, Rom (1658–1676)
- Petersplatz mit Kolonnaden (1659–1672)
- Scala Regia, Rom (1663–1666)
- Santa Maria Assunta (Ariccia), (1663–1666)

### Gemälde und Zeichnungen
- Kniender Engel, Museum der Bildenden Künste, Leipzig (1673–1674)

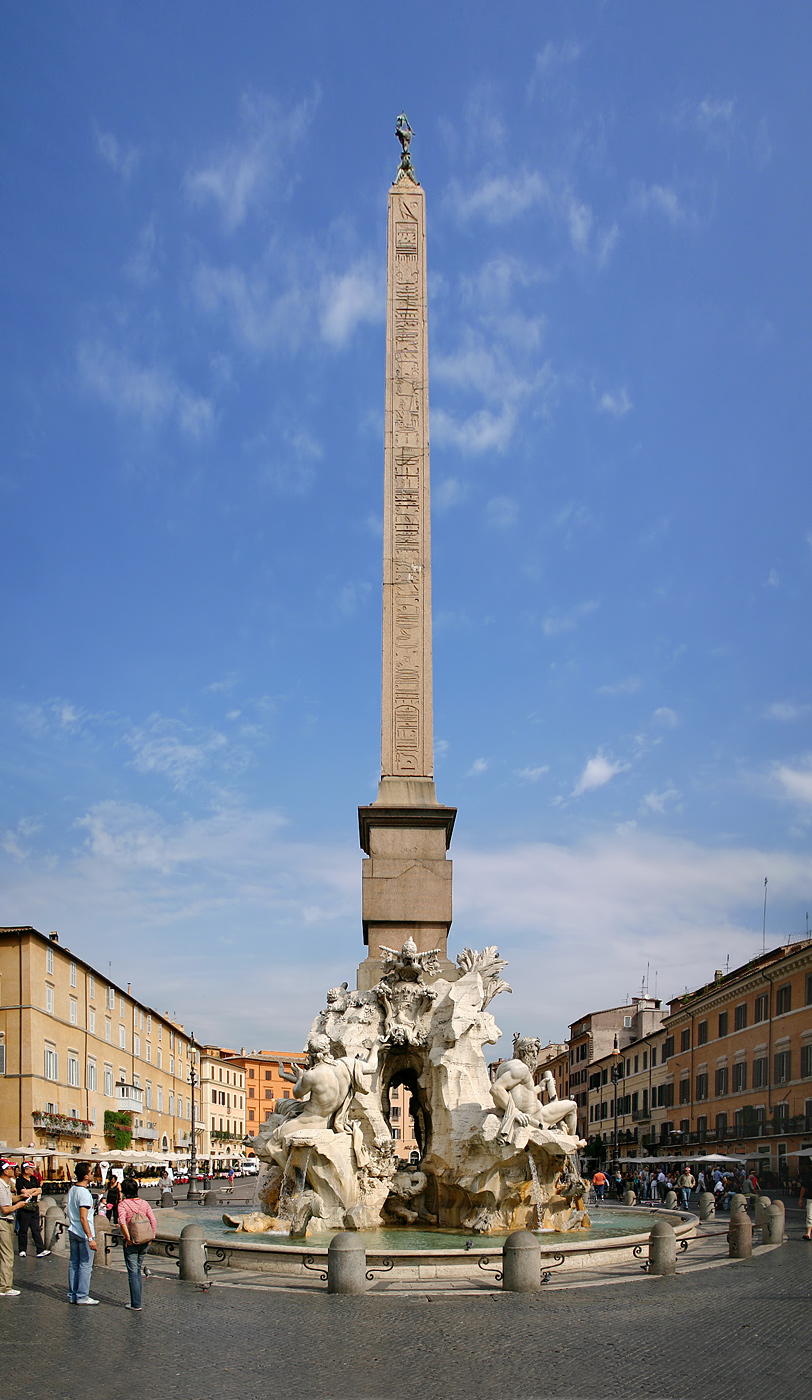
Vierströmebrunnen auf der Piazza Navona, Rom
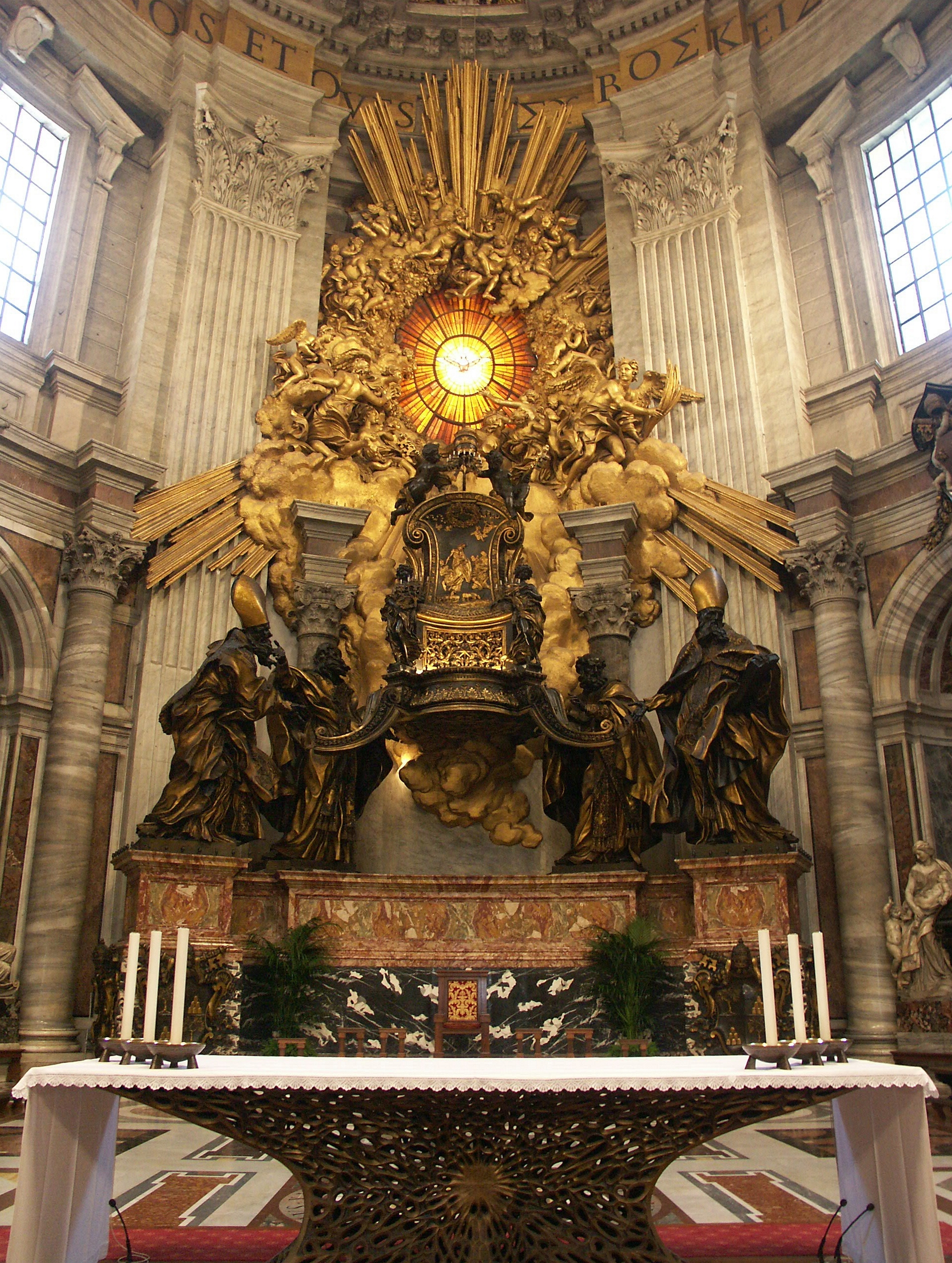
Cathedra Petri
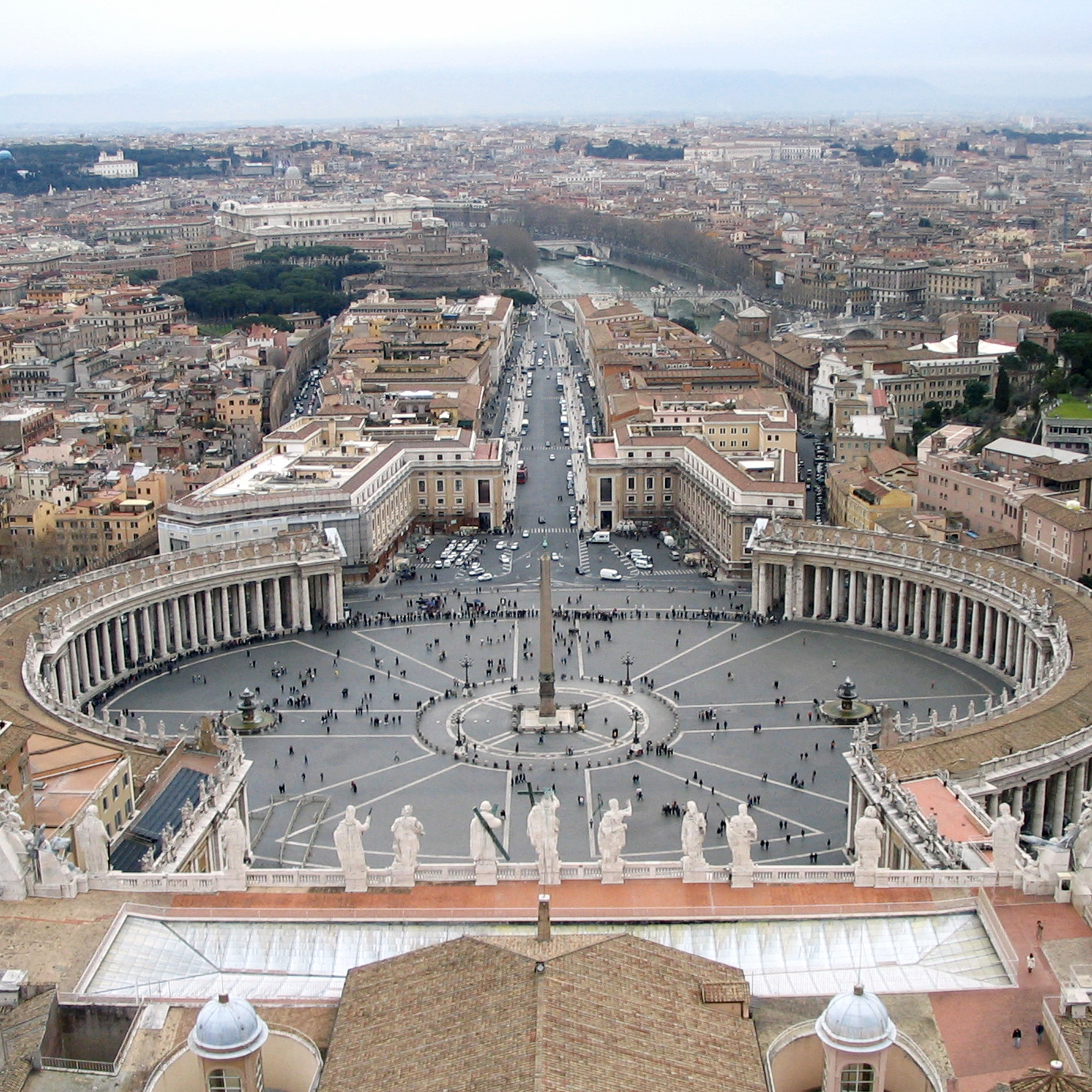
Kolonnaden um den Petersplatz
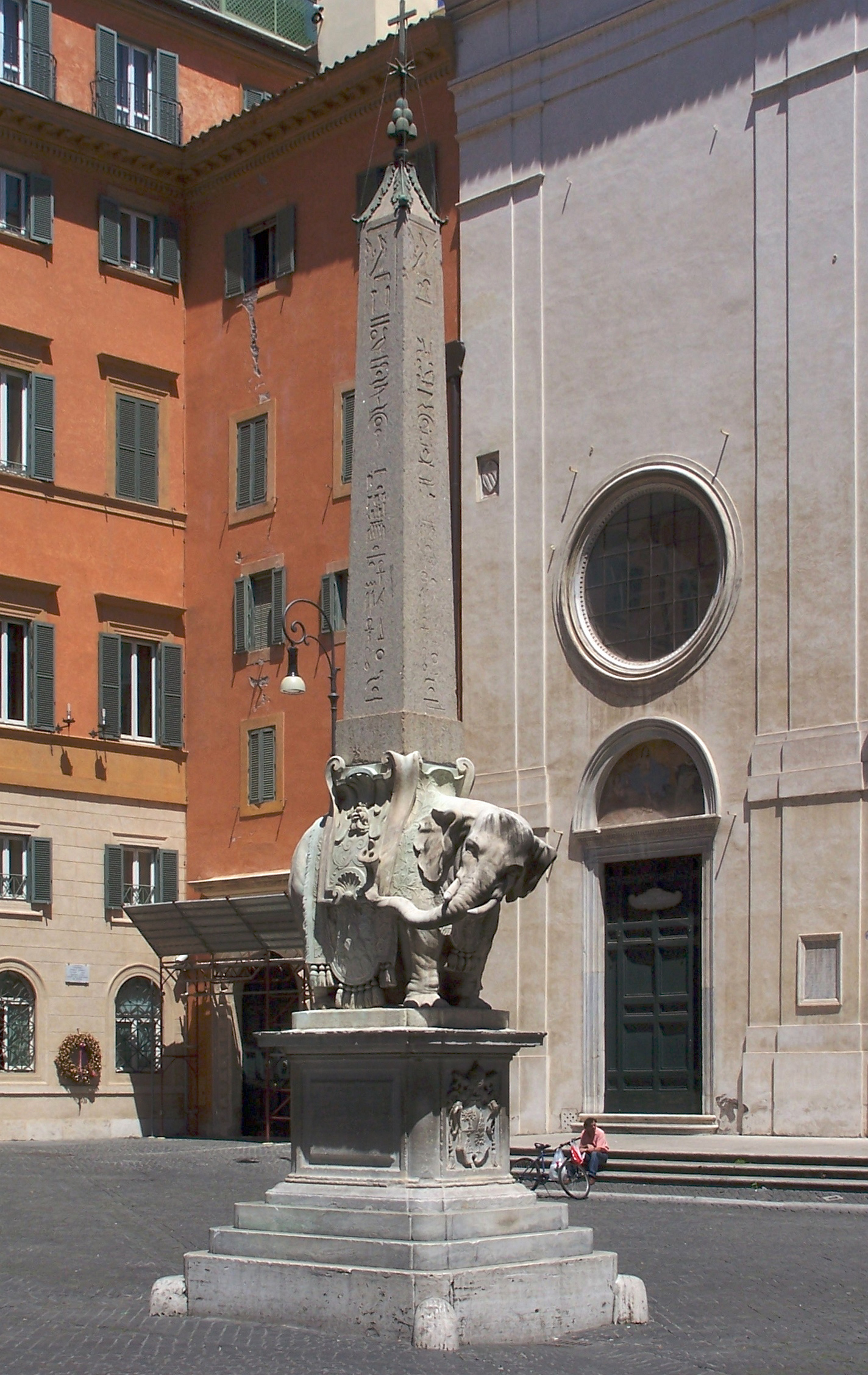
Elefant vor Santa Maria sopra Minerva nach der Vorlage eines lebenden Tiers, aufgestellt 1667
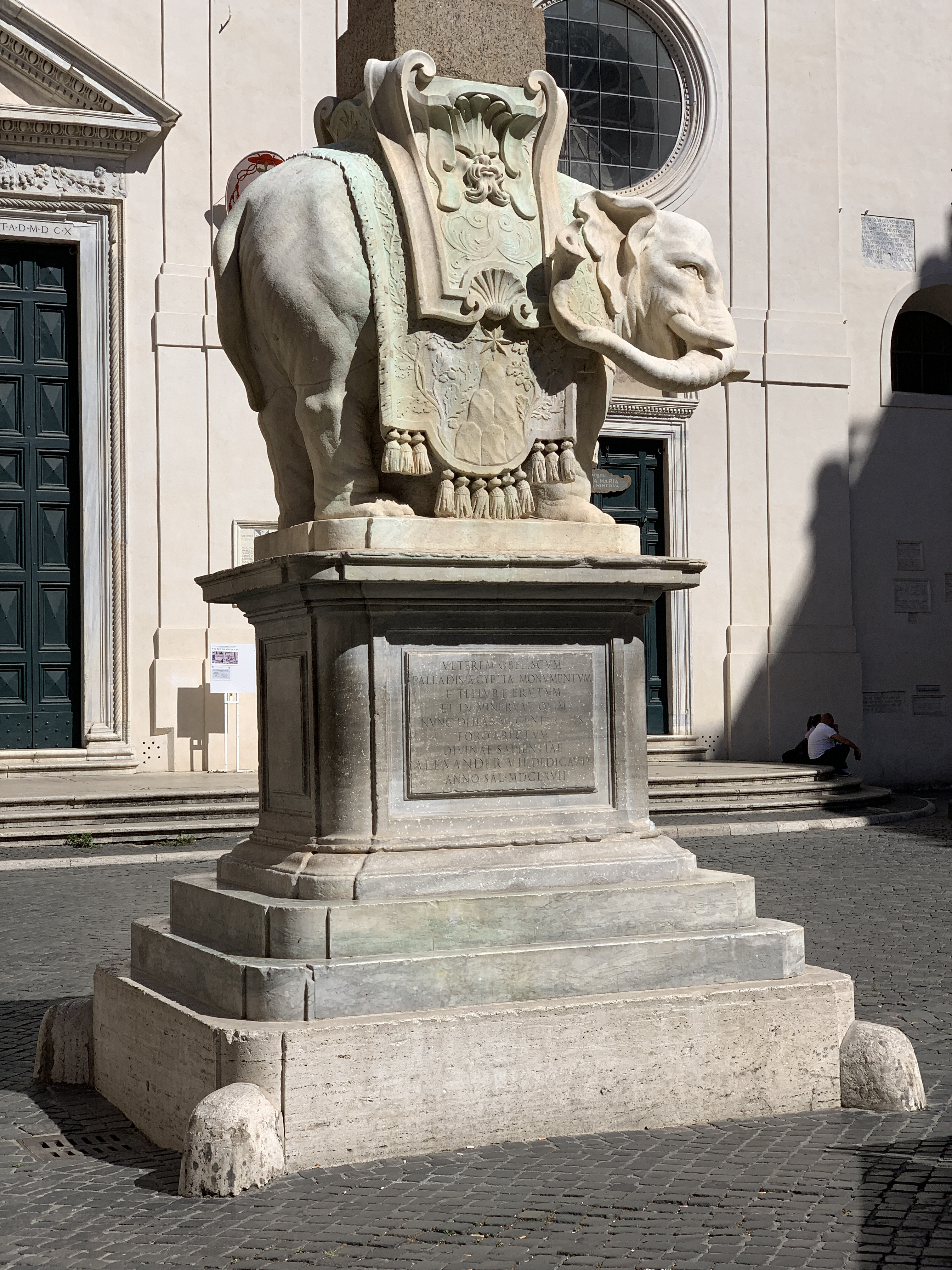
Elefant Berninis
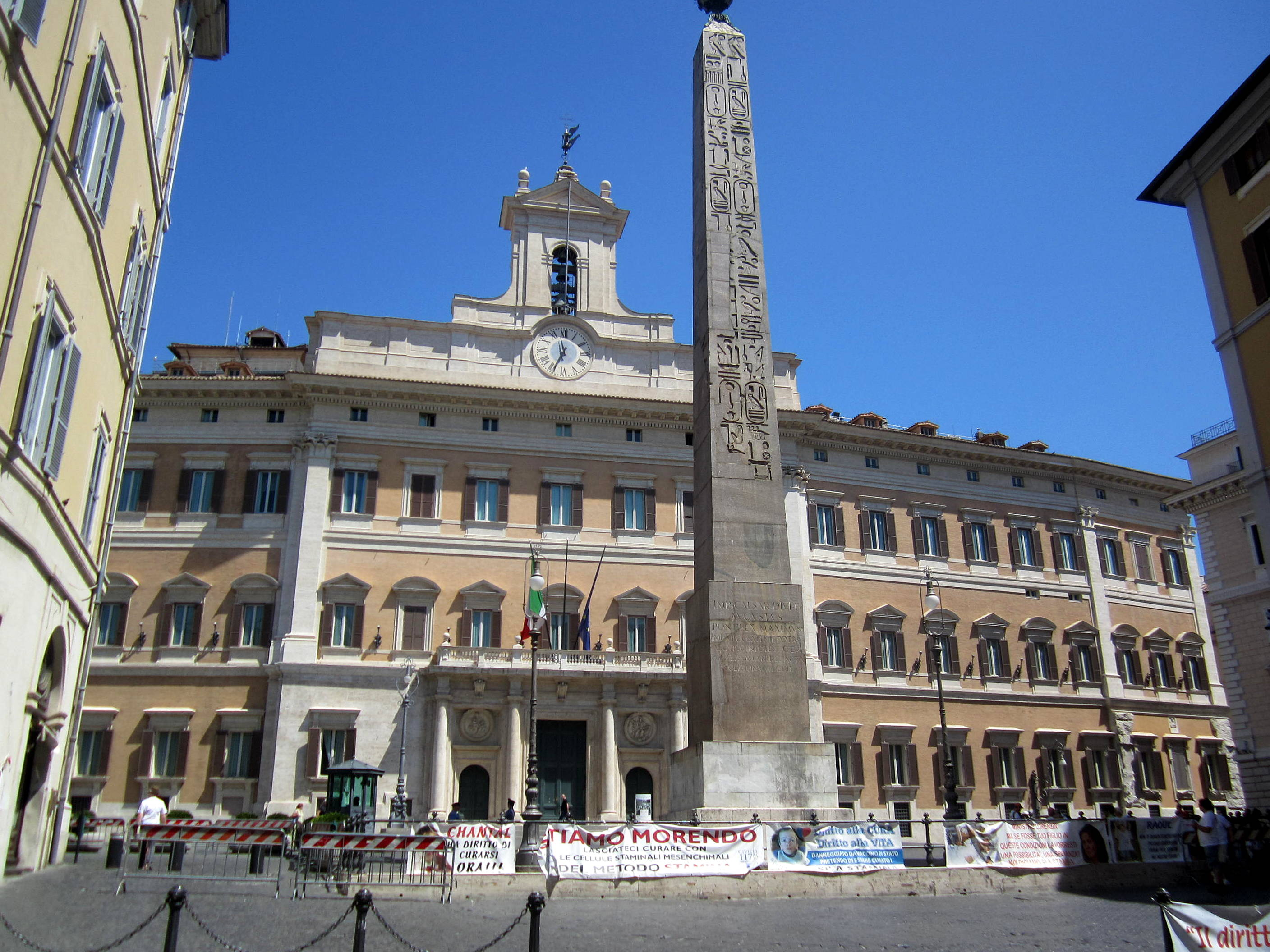
Palazzo Montecitorio
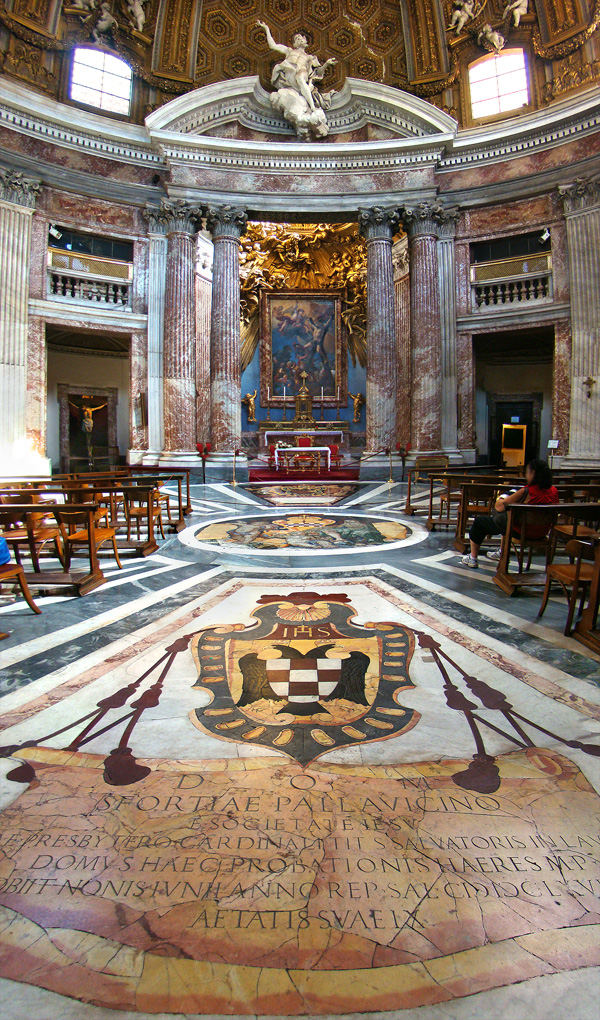
Sant’Andrea al Quirinale
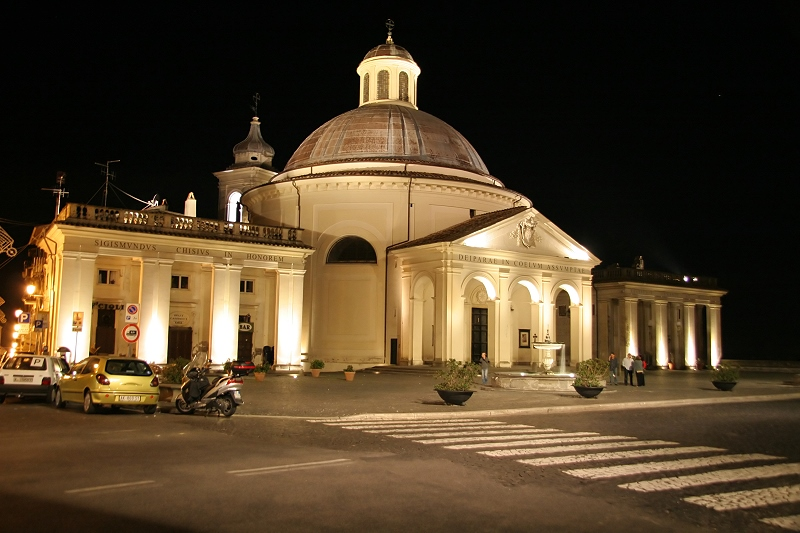
Kirche der Santa Maria Assunta in Ariccia, erbaut 1664 nach Plänen von Bernini
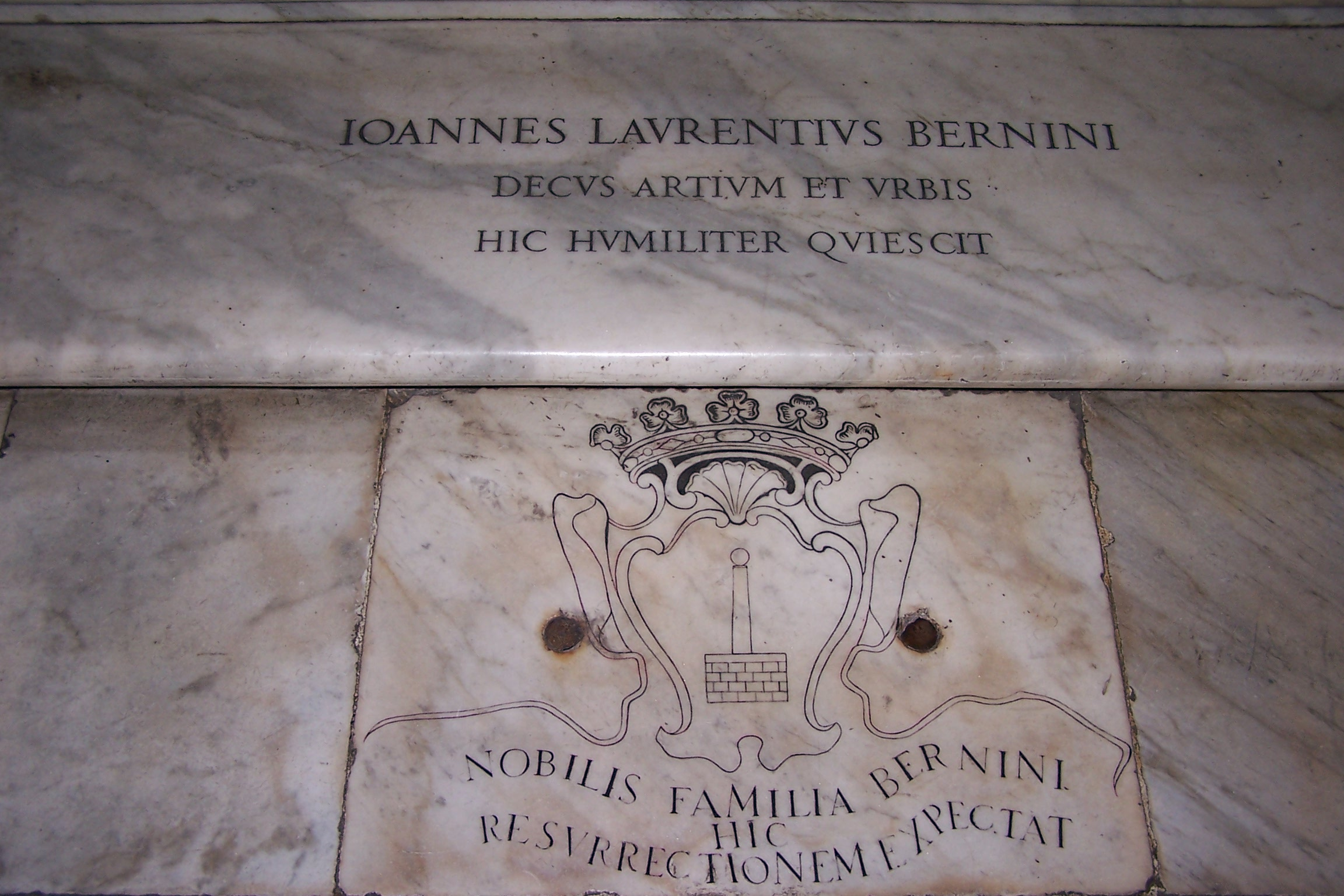
Grab in der Basilika Santa Maria Maggiore
- 3D-Ansicht der David-Statue

## Nachleben
Nach Gian Lorenzo Bernini ist ein Krater auf dem Planeten Merkur benannt. Der Zwergstaat San Marino widmet ihm anlässlich seines 420. Geburtstags im Jahr 2018 eine 2-Euro-Gedenkmünze.
Weiterhin wurde 2014 nach ihm ein Baggerschiff (Dredger) (IMO 9699268, Heimathafen Luxemburg) benannt.
Ab 1984 zierte Berninis Antlitz die italienischen 50.000-Lire-Banknoten. Die letzte 50.000-Lire-Banknote mit der Bezeichnung Bernini (Typ II) wurde zwischen 1992 und 1999 ausgegeben.
Auf Peter Hammills Album The Silent Corner and the Empty Stage (1974) wird eine Skulptur Berninis in dem Song The Lie (Bernini's St. Theresa) behandelt.